# Tecnicismo
El tecnicismo es un sistema filosófico que hace referencia a una confianza predominante en la tecnología y al conocimiento técnico (véase Técnica) como factores primordiales para la sociedad en su conjunto.
Este se asocia de forma directa con el método científico y las ciencias aplicadas ya que ambos en su conjunto son herramientas primordiales para el desarrollo de la tecnología actual y viceversa.

## Historia del término
Claramente se pueden encontrar referencias –o bases– en diferentes períodos de la historia, donde este se manifiesta a través de muchas obras diferentes, tanto filosóficas, como científicas, políticas o incluso artísticas -especialmente de ciencia ficción- específicas.
El término comenzó a florecer durante el Renacimiento, que después llega a su versión compatible en la filosofía moderna (véase racionalismo) y de la Ilustración, donde la humanidad comienza a ser el centro de la realidad, y la aplicación de tecnología toma un papel principal. Pensadores principales de esta época, como René Descartes y Galileo Galilei, claramente se vieron influenciados por Leonardo da Vinci y su visión mecanicista del mundo, cosa que influyó notablemente –fue base– de sus trabajos.
Más tarde uno de los filósofos más importantes del siglo XVII, Thomas Hobbes, fue el primero en aplicar también bajo la dirección del tecnicismo, un análisis mecánico para el Estado, es decir, que estructuró su estudio utilizando modelos y métodos mecanicistas. Hobbes vio toda la realidad a través de las gafas de la mecánica, incluso vio a Dios como el gran arquitecto que había construido una máquina, que después puso en movimiento, dejando su funcionamiento a las leyes mecánicas de la naturaleza. El mundo se puede comparar, según él, a un reloj que funciona lentamente.
Desde mediados del siglo XIX, la realización práctica del pensamiento tecnicista ha tenido influencia en dos corrientes principales: el positivismo y el marxismo, donde el "hombre técnico" no solo rige la naturaleza, sino también tiene la sociedad y el futuro en sus manos. Voceros principales de estos movimientos fueron Auguste Comte y Karl Marx.
A partir del siglo XX, con el avance exponencial de innumerables avances –y conquistas– tecnológicos, esta corriente comienza a tomar un papel muy amplio en diferentes sectores de la sociedad, haciéndose notar públicamente en diferentes índoles públicas y privadas, tomando particular fuerza en corrientes del pensamiento científico y es tomado como base de innumerables famosas obras de ciencia ficción, que sirven como herramienta de promoción de la corriente tecnicista a millones de personas.

## Filosofía
Hay quienes sostienen que el tecnicismo es la creencia de que la humanidad controlará exponencial o totalmente su existencia mediante herramientas tecnológicas, en otras palabras que seremos capaces de dominar todos o la mayor parte los problemas a través avances tecnológicos, por ejemplo mediante la posible creación de una economía post-escasez, apelando al Transhumanismo o llevado al límite incluso poder controlar el tiempo con tecnologías de avanzada en un futuro distante.

Tercera ley de Clarke: “Cualquier tecnología suficientemente avanzada es indistinguible de la magia”.
Arthur C. Clarke

El Tecnicismo tiende a desviarse o alejarse -sin negar- de todo lo que es superstición, religión u otras doctrinas sin relevancia empírica, no cuantitativas o inútiles para el desarrollo tecnológico. Los seguidores o personas denominadas "tecnicistas" optan generalmente por seguir campos relacionados con la ciencia, ingeniera u otros campos técnicos/científicos.
Este sistema tiende a fusionarse y asociarse fuertemente con el cientificismo, creando corrientes híbridas como el cientificismo tecnicista, ya que la ciencia y la tecnología han estado siempre íntimamente conectadas, y se sitúa en contraposición a corrientes ideologías como el Neoludismo, Anarcoprimitivismo u otras corrientes que rechazan o se oponen al desarrollo tecnológico.

## Actualidad y porvenir

### Presente
En la actualidad se puede ver claramente un crecimiento exponencial de este sistema filosófico, por ejemplo podemos ver un alto crecimiento en movimientos transhumanistas que promueven proposiciones como prolongar la vida humana –incluso alcanzar la inmortalidad– y adquirir capacidades sobrehumanas mediante la fusión del hombre con la máquina, corriente que también da pie a movimientos como el singularitarianismo. Varios personajes famosos actuales promueven una visión tecnicista del mundo, tales como por ejemplo el tecnólogo Raymond Kurzweil, el físico Michio Kaku y el científico informático Marvin Minsky.

### Futuro
El tecnicismo marca una tendencia hacia un futuro que algunos denominan "la era tecnotrónica", donde remplazará sistemas filosóficos y religiosos anteriores, cambiando el conjunto de valores previamente establecidos, y seguramente tomará un carácter revolucionario. Este fenómeno vendrá de la mano del crecimiento exponencial  de la tecnología (véase ley de Moore), que lo hará capaz de prometer y encontrar soluciones empíricas a problemas que antes eran abarcados mediante la religiosidad y otras corrientes sin base científica.